# Портоново (Болоња)
Портоново (итал. Portonovo) је насеље у Италији у округу Болоња, региону Емилија-Ромања.
Према процени из 2011. у насељу је живело 269 становника. Насеље се налази на надморској висини од 8 м.